# تالايويلاس
بلدية تالايويلاس (بالإسبانية: Talayuelas)‏، هي إحدى بلديات مقاطعة قونكة إحدى مقاطعات إسبانيا، و التي تقع في منطقة قشتالة لا منتشا وسط البلاد، و المائلة لجهة الشرق من إسبانيا.
يبلغ عدد سكانها 1.101 نسمة وفقاً لإحصائية سنة (2007).